# Scaphiella weberi
Espèce
Scaphiella weberi est une espèce d'araignées aranéomorphes de la famille des Oonopidae.

## Distribution
Cette espèce est endémique de la Trinité à Trinité-et-Tobago,.

## Description
Le mâle décrit par Platnick et Dupérré en 2010 mesure 1,39 mm et la femelle 1,79 mm.

## Étymologie
Cette espèce est nommée en l'honneur de Neil Albert Weber (1908-2001).

## Publication originale
- Chickering, 1968 : The genus Scaphiella (Araneae, Oonopidae) in Central America and the West Indies. Psyche, vol. 75, p. 135-156 (texte intégral).